# Televizija Herceg-Bosne
Televizija Herceg-Bosne (Deutsch: Fernsehen von Herceg-Bosna, umgangssprachlich RTVHB) ist ein öffentlich-rechtlicher Fernsehsender in Bosnien-Herzegowina. Das Fernseh- und Radioprogramm wird in kroatischer Sprache produziert. Der Fernsehsender veröffentlicht unterschiedliche Programme wie Nachrichtensendungen, Talkshows, Dokumentationen, Sportübertragungen, Filme und Kindersendungen.

## Fernsehprogramm

### Nachrichtensendungen
- Dnevnik – Wesentliche Nachrichtensendung um 19:30
- Vijesti – Nachrichten um 17:00
- Zrcalo tjedna – Wöchentliche Zusammenfassung

### Dokumentationen/Talkshows
- Kompas – Politische Abendsendung
- Fokus – Talkshow

### Sportprogramm
- Sprint – Sportnachrichten
- Portret prvaka – Interviews mit Sportlern